# Selenops camerun
Espèce
Selenops camerun est une espèce d'araignées aranéomorphes de la famille des Selenopidae.

## Distribution
Cette espèce est endémique du Sud-Ouest au Cameroun,. Elle se rencontre vers Etome dans le département de Fako.

## Description
La femelle mesure 10,80 mm.

## Étymologie
Son nom d'espèce lui a été donné en référence au lieu de sa découverte, le Cameroun.

## Publication originale
- Corronca, 2001 :  Three new species of Selenops Latreille, 1819 (Aranei: Selenopidae) from Afrotropical region. Arthropoda Selecta, vol. 10, no 1, p. 55-58 (texte intégral).